# Geoffrey Megi
Geoffrey Megi, né le 4 octobre 1990 à Vincennes, est un pentathlonien français.

## Biographie
Aux Championnats d'Europe de pentathlon moderne 2013 à Drzonków, il est médaillé d'or en relais.